# روبرت مور (لاعب اتحاد الرغبي)
روبرت مور (بالألمانية: Robert Mohr)‏ هو لاعب اتحاد الرغبي ألماني، ولد في 25 أغسطس 1978 في هانوفر في ألمانيا.

## وصلات خارجية
- روبرت مور عل موقع إسبنسكروم (الإنجليزية)
- روبرت مور على موقع ItsRugby.co.uk (الإنجليزية)